# Willem van der Kaay
Willem van der Kaay (Alkmaar, 5 mei 1831 - 's-Gravenhage, 29 juli 1918) was een Nederlands rechter en politicus. Zijn ouders waren Stephanus van der Kaaij, sjouwerman, en Jannetje Dorreman, huisvrouw. Zij behoorden tot de Nederlandse Hervormde Kerk. Hij huwde op 12 augustus 1857 met Maria Magdalena Biskanter. Dit huwelijk bleef kinderloos.
Van der Kaay begon na zijn niet-afgeronde theologie- en zijn rechtenstudie als bediende in een boekhandel en werd in 1863 arrondissementsrechter in Alkmaar en in 1897 kantonrechter te Leiden. Zijn politieke loopbaan begon met het gemeenteraadslidmaatschap te Alkmaar en hij werd later, voor het kiesdistrict Schagen, lid van de Provinciale Staten van Noord-Holland. Als Tweede Kamerlid voor het kiesdistrict Alkmaar, van 1875 tot 1894, was hij een trouw volgeling van Kappeyne van de Coppello. Hij behoorde later tot de anti-Takkiaanse tegenstanders van te grote kiesrechtuitbreiding en nam als minister van Justitie zitting in het kabinet-Röell. Hij regelde in 1896 het faillissementsrecht en in 1897, samen met minister Van der Sleyden de Wet op de Kamers van Arbeid. Tijdens zijn ministerschap speelde de zogenaamde Hogerhuis-zaak, die tot op heden wordt gezien als een voorbeeld van klassenjustitie in de toenmalige strijd tegen het socialisme. Van 1891 tot 1893 was hij voorzitter van de Liberale Kamerclub.
- Biografisch Portaal: 05324109
- Digitale Bibliotheek voor de Nederlandse Letteren: kaay001
- International Standard Name Identifier: 0000 0003 9404 9480
- Nederlandse Thesaurus van Auteursnamen: 069601801
- Parlement.com: vg09ll238dpo
- Virtual International Authority File: 288473864
- WorldCat: E39PBJgHft97tXjWxYmdGDp3wC